# Володимир Арутюнян
Володимир Арутюнян (18 липня 1998) — вірменський стрибун у воду.
Призер Чемпіонату Європи з водних видів спорту 2018 року.